# Juxtafabia
Juxtafabia is een geslacht van kreeftachtigen uit de klasse van de Malacostraca (hogere kreeftachtigen).

## Soort
- Juxtafabia muliniarum (Rathbun, 1918)